# Villa Nueva (Gwatemala)
Villa Nueva – miasto w południowej Gwatemali, w zespole miejskim stolicy Gwatemala. Około 915 tys. mieszkańców.